# Fúlvio Stefanini
Fúlvio Stefanini (São Paulo, 12 de outubro de 1939) é um ator brasileiro. Conhecido por papéis em telenovelas como Gabriela (1975), Estrela de Fogo (1998), Suave Veneno (1999), Chocolate com Pimenta (2003), Alma Gêmea (2005), Pé na Jaca (2006), e Caras e Bocas (2009).

## Biografia

Susana Vieira, Laura Cardoso e Fúlvio nos bastidores de Algemas de Ouro (1969), na Record.

Começou como ator na TV Tupi e trabalhou por mais de 30 anos na Rede Globo, onde atuou em vários telenovelas, como por exemplo: Gabriela (1975), Pátria Minha (1994), Porto dos Milagres (2001), Chocolate com Pimenta (2003), Alma Gêmea (2005), Pé na Jaca (2006), Caras & Bocas (2009) e o trabalho mas recente foi em Amor à Vida (2013) onde viveu o cômico Denizard, no horário nobre global.
No cinema, estreou em 1957, no filme Absolutamente Certo, e atuou em outros filmes antigos, como por exemplo: O Bem Dotado - O Homem de Itu no ano de 1978, Retrato Falado de uma Mulher Sem Pudor no ano de 1982, Quincas Borba de 1987, Cilada.com de 2011 e no mais recente trabalho no cinema, também no ano de 2013, no longa de Marcos DeBrito Nelson Ninguém.

## Vida pessoal
É filho de italianos (Oreste e Agnese Stefanini). O ator tem dois irmãos: Fábio e Arnaldo, e é casado com Vera, desde 1968, mãe dos seus dois filhos: Fúlvio Filho e Leonardo Stefanini.

## Filmografia

### Televisão
| Ano           | Título                       | Personagem / Cargo                           | Notas                                     | Emissora          |
| ------------- | ---------------------------- | -------------------------------------------- | ----------------------------------------- | ----------------- |
| 1955          | TV de Vanguarda              | Vários personagens                           | Episódio: "Louisa"                        | Rede Tupi         |
| 1956          | TV de Vanguarda              | Vários personagens                           | Episódio: "O Regenerado"                  | Rede Tupi         |
| 1956          | TV de Vanguarda              | Vários personagens                           | Episódio: "Louisa"                        | Rede Tupi         |
| 1957          | TV de Vanguarda              | Vários personagens                           | Episódio: "Tensão em Shangay"             | Rede Tupi         |
| 1957          | TV de Vanguarda              | Vários personagens                           | Episódio: "Volta Mocidade"                | Rede Tupi         |
| 1957          | TV de Vanguarda              | Vários personagens                           | Episódio: "Pacto Sinistro"                | Rede Tupi         |
| 1957          | TV de Comédia                | Fúlvio                                       | Episódio: "Seu Genaro"                    | Rede Tupi         |
| 1958          | TV de Comédia                | —                                            | Episódio: "Era Uma Vez um Vagabundo"      | Rede Tupi         |
| 1961          | O Vigilante Rodoviário       |                                              | Episódio: "Zuni, O Potrinho"              | Rede Tupi         |
| 1962          | O Vigilante Rodoviário       | Playboy                                      | Episódio: "O Repórter"                    | Rede Tupi         |
| 1964          | Melodia Fatal                | Leandro                                      |                                           | TV Excelsior      |
| 1964          | A Outra Face de Anita        | Dr. Artur                                    |                                           | TV Excelsior      |
| 1965          | A Indomável                  | Alberto                                      |                                           | TV Excelsior      |
| 1965          | Em Busca da Felicidade       | Salvador                                     |                                           | TV Excelsior      |
| 1965          | A Grande Viagem              | Sérgio                                       |                                           | TV Excelsior      |
| 1967          | Os Galãs Atacam de Madrugada | Gustavo                                      |                                           | TV Excelsior      |
| 1967          | As Minas de Prata            | Estácio                                      |                                           | TV Excelsior      |
| 1968          | Os Tigres                    |                                              |                                           | TV Excelsior      |
| 1968          | A Última Testemunha          | Geraldo                                      |                                           | RecordTV          |
| 1969          | Algemas de Ouro              | Moacir                                       |                                           | RecordTV          |
| 1970          | As Pupilas do Senhor Reitor  | Pedro das Dornas                             |                                           | RecordTV          |
| 1971          | Os Deuses Estão Mortos       | Leonardo                                     |                                           | RecordTV          |
| 1971          | Quarenta Anos Depois         | Leonardo                                     |                                           | RecordTV          |
| 1972          | Bel-Ami                      | Manoel Carlos                                |                                           | Rede Tupi         |
| 1973          | Cavalo de Aço                | Agente Federal                               | Participação especial                     | Rede Globo        |
| 1973          | Carinhoso                    | Sérgio                                       |                                           | Rede Globo        |
| 1974          | Fogo sobre Terra             | Gustavo de Almeida                           |                                           | Rede Globo        |
| 1975          | Gabriela                     | Tonico Bastos                                |                                           | Rede Globo        |
| 1976          | Planeta dos Homens           | —                                            | Participação Especial                     | Rede Globo        |
| 1978          | Roda de Fogo                 | Edmundo                                      |                                           | Rede Tupi         |
| 1979          | Cara a Cara                  | Dudu                                         |                                           | Rede Bandeirantes |
| 1979          | O Todo-Poderoso              | Marcelo                                      |                                           | Rede Bandeirantes |
| 1980          | Cavalo Amarelo               | Teo                                          |                                           | Rede Bandeirantes |
| 1981          | Os Imigrantes                | Amadeu                                       |                                           | Rede Bandeirantes |
| 1982          | O Tronco do Ipê              | Barão                                        |                                           | TV Cultura        |
| 1982          | Iaiá Garcia                  | Luís Garcia                                  |                                           | TV Cultura        |
| 1982          | Renúncia                     | Cirilo Davemport                             |                                           | Rede Bandeirantes |
| 1982          | Campeão                      | Charles Spencer                              |                                           | Rede Bandeirantes |
| 1983          | Eu Prometo                   | João Carlos de Sá (Joca)                     |                                           | Rede Globo        |
| 1985          | Um Sonho a Mais              | Orlando Aranha                               |                                           | Rede Globo        |
| 1990          | Brasileiras e Brasileiros    | Ângelo                                       |                                           | SBT               |
| 1994          | Pátria Minha                 | Rafael Novaes                                | Episódio: "18 de julho"                   | Rede Globo        |
| 1996          | Razão de Viver               | Delegado Renato Bragança                     |                                           | SBT               |
| 1998          | Estrela de Fogo              | Gustavo Alvarenga                            |                                           | RecordTV          |
| 1999          | Suave Veneno                 | Marcelo Barone / João Pedro de Souza Botelho |                                           | Rede Globo        |
| 2000          | Você Decide                  | Murilo                                       | Episódio: "A Mãe Preta"                   | Rede Globo        |
| 2000          | Você Decide                  | Cordeiro                                     | Episódio: "Glorinha Vai às Compras"       | Rede Globo        |
| 2001          | Porto dos Milagres           | Osvaldo Assunção                             |                                           | Rede Globo        |
| 2001          | Os Normais                   | Tony                                         | Episódio: "Seguir a Tradição é Normal"    | Rede Globo        |
| 2002          | Os Normais                   | Detetive                                     | Episódio "Umas Loucuras Normais"          | Rede Globo        |
| 2003          | Chocolate com Pimenta        | Prefeito Vivaldo Albuquerque                 |                                           | Rede Globo        |
| 2005          | Alma Gêmea                   | Osvaldo Santini                              |                                           | Rede Globo        |
| 2006          | Pé na Jaca                   | Último Botelho Bulhões                       | Episódios: "20 de novembro–27 de janeiro" | Rede Globo        |
| 2007          | Duas Caras                   | Waldemar Nascimento                          |                                           | Rede Globo        |
| 2007          | O Segredo da Princesa Lili   | Arthur                                       | Especial de fim de ano                    | Rede Globo        |
| 2008          | Faça Sua História            | Passageiro                                   | Episódio: "Um Cadáver Ilustre"            | Rede Globo        |
| 2008          | Casos e Acasos               | Olavo                                        | Episódio: "O Parto"                       | Rede Globo        |
| 2008          | Casos e Acasos               | Dr. Camilo                                   | Episódio: "O Concurso"                    | Rede Globo        |
| 2008          | Casos e Acasos               | Dr. Fontenelle                               | Episódio: "O Exl"                         | Rede Globo        |
| 2008          | Casos e Acasos               | Dr. Teixeira                                 | Episódio "O Encontro"                     | Rede Globo        |
| 2008          | Casos e Acasos               | Nestor                                       | Episódio: "A Garota"                      | Rede Globo        |
| 2008          | Xuxa e as Noviças            | Frei Caneco                                  | Especial de fim de ano                    | Rede Globo        |
| 2009          | Caras & Bocas                | Frederico Foster                             |                                           | Rede Globo        |
| 2010          | Na Forma da Lei              | Dr Adílson Cerqueira                         | Episódio: "Não Matarás"                   | Rede Globo        |
| 2011          | Amor em 4 Atos               | Assediador de Vera                           | Episódio: "Folhetim"                      | Rede Globo        |
| 2011          | Homens de Bem                | Ricardo                                      | Especial de fim de ano                    | Rede Globo        |
| 2012          | A Grande Família             | Silas                                        | Episódio: "O Infiltrado"                  | Rede Globo        |
| 2013          | Amor à Vida                  | Denizard Trajano Araújo                      |                                           | Rede Globo        |
| 2015          | Questão de Família           | Cássio                                       | Temporada 2                               | GNT               |
| 2015–presente | Roda Viva                    | Entrevistador                                |                                           | TV Cultura        |
| 2018          | Pacto de Sangue              | Simão                                        |                                           | Netflix           |

### Cinema
| Ano  | Título                                 | Personagem             | Notas                 |
| ---- | -------------------------------------- | ---------------------- | --------------------- |
| 1957 | Absolutamente Certo                    | Jovem Rindo na Platéia |                       |
| 1978 | O Bem Dotado - O Homem de Itu          | Ele Mesmo              | Participação especial |
| 1982 | Retrato Falado de uma Mulher Sem Pudor | José Roldão            |                       |
| 1983 | Alice & Alice                          | Alberto                |                       |
| 1988 | Quincas Borba                          | Cristino Palha         |                       |
| 1999 | Parceiros & Palermas                   | Fernando               |                       |
| 2004 | Pelé Eterno                            | Narrador               | Documentário          |
| 2005 | Eliana e o Segredo dos Golfinhos       | Esquivel               |                       |
| 2006 | Boleiros 2 - Vencedores e Vencidos     | Dr. Naum               |                       |
| 2007 | Caixa Dois                             | Luiz Fernando          |                       |
| 2009 | Cabeça a Prêmio                        | Waldomiro (Miro)       |                       |
| 2011 | Cilada.com                             | Dr. Leoni              |                       |
| 2013 | Nelson Ninguém                         | Senador Camilo         |                       |
| 2016 | De Onde Eu Te Vejo                     | Hélio                  |                       |
| 2019 | Chorar de Rir                          | Antônio "Tony"         |                       |

## Prêmios e indicações
| Ano  | Premiação                               | Categoria                            | Nomeações             | Resultado |
| ---- | --------------------------------------- | ------------------------------------ | --------------------- | --------- |
| 1965 | Troféu Imprensa                         | Melhor Revelação Masculina           | A Outra Face de Anita | Venceu    |
| 1998 | Prêmio Shell de Teatro                  | Melhor Ator                          | Caixa Dois            | Venceu    |
| 2001 | Prêmio Arte Qualidade Brasil - SP       | Melhor Ator Coadjuvante em Televisão | Porto dos Milagres    | Indicado  |
| 2003 | Troféu Super Cap de Ouro                | Homenagem                            | Conjunto da Obra      | Venceu    |
| 2005 | Prêmio APCA de Televisão                | Melhor Ator                          | Alma Gêmea            | Venceu    |
| 2009 | Festival Internacional de Cinema do Rio | Melhor Ator – Menção Honrosa         | Cabeça a Prêmio       | Venceu    |
| 2010 | Prêmio Shell de Teatro                  | Melhor Ator                          | A Grande Volta        | Indicado  |
| 2016 | Prêmio Arte Qualidade Brasil            | Homenagem                            | Carreira no Teatro    | Venceu    |
| 2017 | Prêmio Shell de Teatro                  | Melhor Ator                          | O Pai                 | Venceu    |
| 2023 | Prêmio Bibi Ferreira 2023               | Melhor Ator                          | O Pai                 | Venceu    |